# Heiratskaution
Die sogenannte Heiratskaution war eine im Heer von Österreich-Ungarn von heiratswilligen Offizieren im Regelfall zum Erlangen einer Heiratserlaubnis zu hinterlegende Summe.
Die Zinserträge des Kapitals sollten die wirtschaftliche Situation der Offiziersfamilien verbessern und im Todesfall die Versorgung der Witwe sichern. Es handelte sich somit um eine Art staatlich erzwungener privater Lebensversicherung. Die dahinterstehende fiskalische Absicht war, den Staat von der Zahlung von Gnadengehältern an Kriegerwitwen zu entlasten.
Das Stellen einer Heiratskaution konnte dem Heiratswilligen nur ausnahmsweise im Gnadenweg erlassen werden, sofern die zukünftige Ehefrau einen Pensionsverzichtrevers unterschrieb, mit dem sie auf alle Ansprüche als Witwe verzichtete, sofern der Ehemann nicht vor dem Feind gefallen oder im Dienst verunglückt war.
Erstmals zusammenfassend geregelt wurden Heiratserlaubnis und Heiratskaution in der Vorschrift über die Heiraten in der k.k. Armee vom 10. Juni 1812, novelliert durch die Vorschrift über die Heirathen in  der k. k. Land-Armee mit Inbegriff  der Verwaltung-Branchen in der Militär-Grenze vom 30. August 1861.
Das zu hinterlegende Kapital musste für ein jährliches Nebeneinkommen von 400 fl. österreichischer Währung ausreichend sein, von Offizieren unter 30 Jahren war das doppelte Einkommen sicherzustellen. Es gab gewisse Unterschiede je nach Truppe und Branche. Ausgenommen von der Pflicht waren Offiziere im Rang über dem Oberst.
Zu stellen war die Heiratskaution in Form von
- Obligationen des Staates, der Kronländer oder der landesfürstlichen Städte,
- Pfandbriefen der österreichischen Nationalbank oder
- verzinslichen Privatschuldverschreibungen auf Realitäten oder unbewegliche Güter.

Die betreffenden Wertpapiere mussten bei der Armee hinterlegt werden, um sie vor unrechtmäßigem Zugriff zu schützen.
1887 wurde die Vorschrift über die Heiraten im k.k. Heere erlassen in Verbindung mit einem Versorgungsgesetz, das den Anspruch der Offizierswitwen auf eine staatliche Pension regelte. Dadurch wurde die Heiratskaution aber nicht bedeutungslos, sondern war weiterhin ein wichtiges Nebeneinkommen der Witwe sowie der Familie zu Lebzeiten. Die geforderten Einkünfte wurden den gestiegenen Lebenshaltungskosten angepasst: Major, Oberstleutnant und Oberst mussten 800 fl., vom Hauptmann abwärts mussten 1000 fl. Einkünfte nachgewiesen werden. Außerdem wurde die ersatzweise private Sicherstellung der Witwenrente durch Versicherung bei einem Versicherungsunternehmen ausdrücklich untersagt.
Ein letztesmal wurde 1907 novelliert, wobei vor allem der bürokratische Aufwand reduziert und statt eines nachzuweisenden Einkommens ein Kautionskapital vorgeschrieben wurde: Leutnant 60.000 Kronen (K.), Oberleutnant 50.000 K., Hauptmann 40.000 K. und Major 30.000 K.